# Myingyan
Myingyan és una ciutat i municipi de la divisió de Mandalay a Birmània (Myanmar) capital del districte de Myingyan i del township de Myingyan. El 2002 tenia una població de 123.700 habitants. Uns cents anys enrere la població era de 19.790 el 1891 però va baixar a 16.139 el 1901 degut a la sortida de les tropes acantonades a la ciutat, i a la pèrdua de part del comerç pel riu causada per l'obertura de la branca Thazi-Meiktila-Myingyan del ferrocarril de Toungoo a Mandalay (treballs fets entre 1897 i 1899). Està situada a la riba oriental de l'Irauadi, 128 km al sud de Mandalay. Myingyan fou constituïda en municipalitat l'any 1887.